# Origo gentis Langobardorum

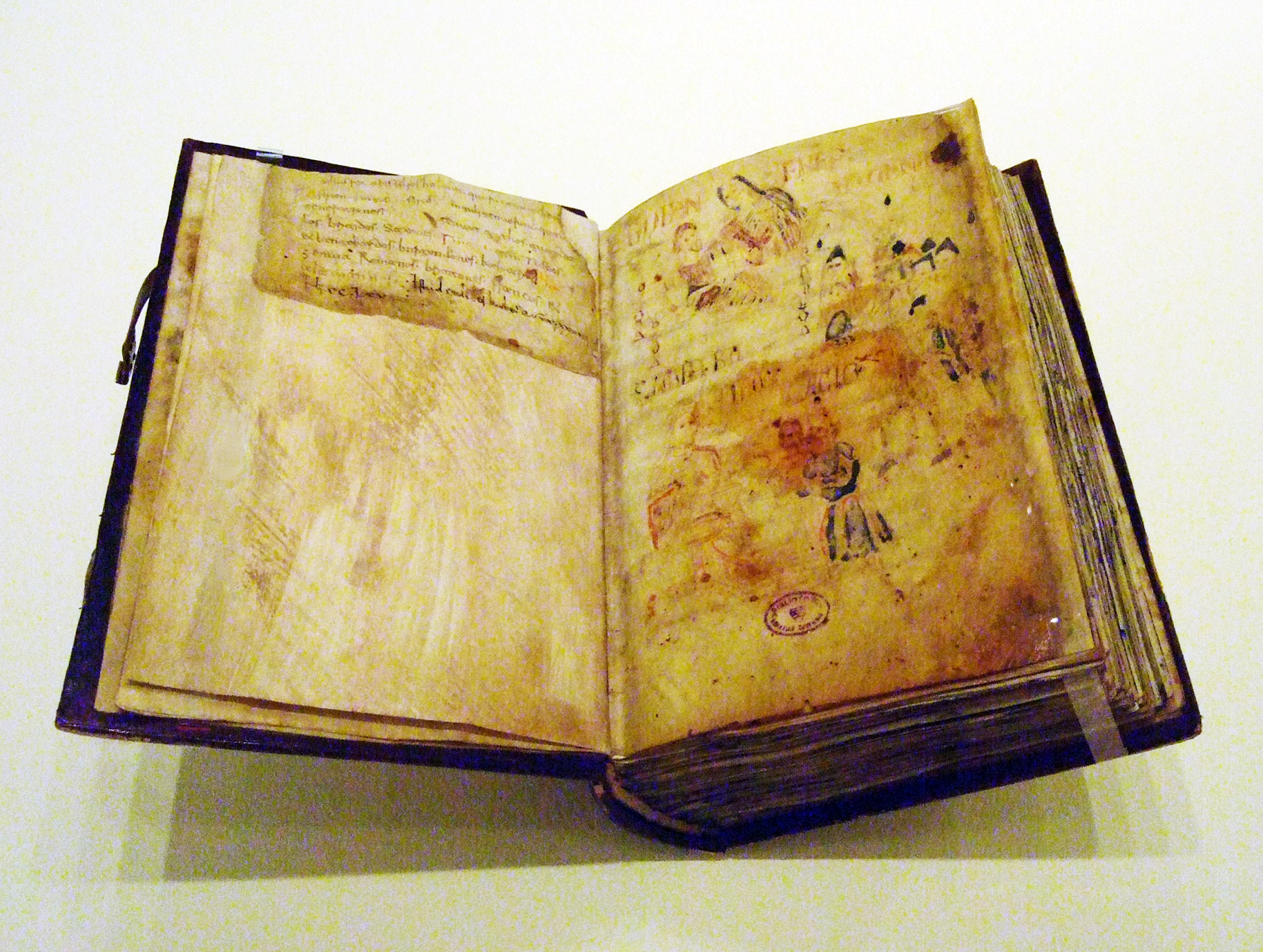
Códice de Origo gentis Langobardorum, del ahora en Salerno.

El Origo Gentis Langobardorum (original en latín, traducido como "Origen de la tribu de los lombardos") es una narración breve escrita en latín del siglo VII en la que se relata el mito fundacional del pueblo lombardo. La primera parte describe el origen y nombre de los lombardos, el siguiente texto parece más una lista real, hasta el gobierno de Pertarito (672–688).

## Los manuscritos
El relato ha sobrevivido en tres códices, en su mayoría conteniendo textos legales compilados en el reinado de Rotario y conocido como Edictum Rothari o Leges Langobardorum. Como tal, Origo Gentis Langobardorum se conserva en tres manuscritos, el de Módena (Biblioteca Capitolare 0.I. 2, siglo IX o probablemente siglo X), el llamado  Cava de' Tirreni (Archivio Della Badia 4, que data de principios del siglo XI, ~1005 CE) y el de Madrid (Biblioteca Nacional 413 (siglo X  o la primera mitad del siglo XI).

## Recepción
Origo Gentis Langobardorum es también la fuente textual del teónimo lombardo godan (*Wōdanaz).
El Origo se resume fielmente en la Historia Langobardorum de Pablo el Diácono. Para la leyenda de origen Pablo el Diácono elabora textos distintos para, respectivamente, el conflicto con los Vándalos y la consulta con Frea y Godan, y que precede a la descripción de Frea y Godan con "loco antiquitas ridiculam fabulam". Mientras que sólo existen tres copias del Origo, hay cientos de copias medievales de la Historia.

## Contenido
La siguiente es una traducción libre. 

### Origen

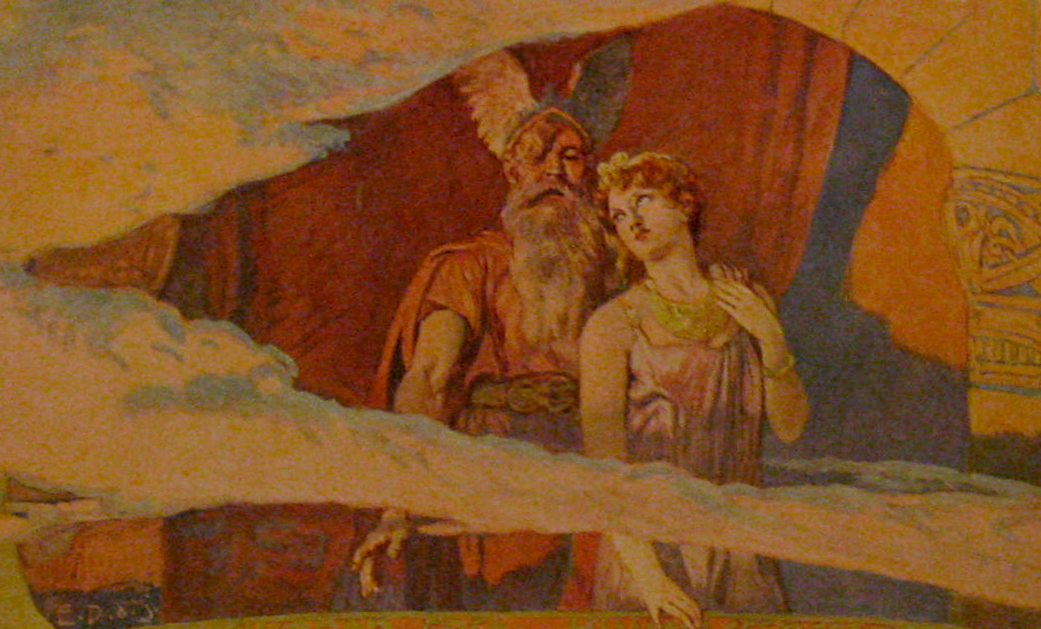
Wodan, con Frigga, mira hacia abajo desde su ventana en el cielo a las mujeres Winnili mujeres (1905) por Emil Doepler.

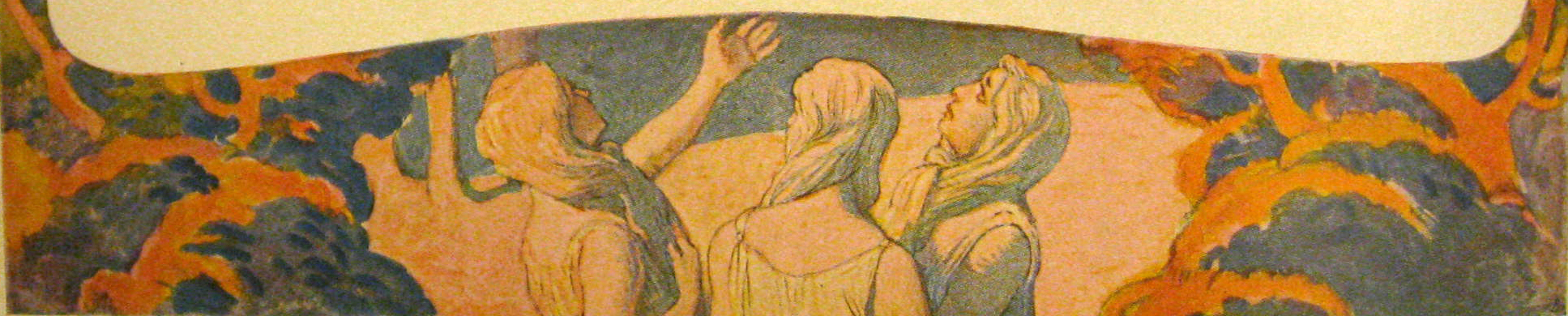
Mujeres Winnili con sus cabellos atados como barba mirando a Wodan y Frigga (1905) por Emil Doepler.

El texto menciona la isla de Scandanan, hogar de los Winnili. Su gobernante fue una mujer llamada Gambara, con sus hijos Ybor y el Agio. Los líderes de los Vándalos, Ambri y Assi, le pidieron el pago de tributos, pero se negaron, declarando que lucharían contra ellos. Ambri y Assi se dirigieron a Godan, y le pidieron la victoria sobre los Winnili. Godan respondió que daría la victoria a los que primero viera al amanecer. Por su parte, Gambara y sus hijos pidieron a Frea, esposa de Godan, la victoria. Frea recomendó a los Winnili que las mujeres ataran sus cabellos por delante de sus rostros, como barbas y se unieran a los hombres para la batalla. Al amanecer, Frea giró la cama de su marido para que quedara de cara al este, y le despertó. Godan vio a las mujeres de los Winnili, su cabello atado en frente de sus caras, y preguntó: "¿Quiénes son esos de barbas largas?", y Frea respondió, ya que les has nombrado, dales la victoria, y lo hizo. A partir de este día, los Winnili fueron llamados Langobardi, "barbas largas".

### La migración
Después de esto, los Lombardos emigraron y alcanzaron Golaida (tal vez en el Oder), gobernando posteriormente en Aldonus y Anthaib (incierto, tal vez en Baviera) y Bainaib (también Banthaib; quizás en Bohemia) y Burgundaib (quizás territorio de los Burgundios, en el Rin medio ), y eligieron como rey a Agilmund, hijo de Agion,  de la línea de Gugingus, y más tarde fueron gobernados por Laiamicho de la misma dinastía, y después de él por Lethuc, que gobernó durante unos 40 años. Fue sucedido por su hijo, Aldihoc, y después de él, reinó Godehoc.

### Las tierras del Danubio
Odoacro llegó de Rávena con los Alanos, hasta Rugilanda (Baja Austria, al norte del Danubio), para luchar contra la Rugios, mató a su rey Theuvanue, y regresó a Italia, con muchos cautivos. Los Lombardos en consecuencia, dejaron su tierra y vivió en Rugilanda durante algunos años.
Gudehoc fue sucedido por su hijo, Claffo, y él, por su hijo, Tato. Los Lombardos permanecieron en Feld por tres años, donde Tato luchó y mató a Rodolfo, rey de los Herulos.
Wacón, hijo de Unichus mató a Tato, e Ildichus, hijo de Tato se enfrentó a Wacón, pero tuvo que refugiarse entre los Gépidos, donde murió. Wacón tuvo tres esposas; la primera Radegunda, hija de Fisud, el rey de los Turingios, la segunda Austrigusa, una hija de los Gippidi, que tuvo dos hijas, Wisigarda, que se casó con Teodeberto I, rey de los Francos, y Waldrada, que se casó con Suscald, otro rey Franco, al que no gustó y que la entregó a Garipald, y la tercera Silinga, hija del rey de los Herulos, que tuvo un hijo llamado Walthari, que sucedió a Wacón y gobernó por siete años. Farigaidus fue el último de la línea de Lethuc.
Después de Waltari gobernó Alduino, que llevó a los Lombardos a Panonia. Alboino, hijo de Alduino y su esposa Rodelenda gobernó después de él. Alboino luchó y mató a Cunimundo, rey de los Gépidos y tomó por esposa a su hija Rosemunda, y después de la muerte de esta a Flutsuinda, hija de Flotario, rey de los Francos, que tuvo una hija llamada Albsuinda. 

### Italia
Después vivir en Panonia por 42 años, Alboino llevó a los lombardos a Italia en el mes de abril y dos años más tarde, Alboino se convirtió en señor de Italia. Gobernó durante tres años antes de que ser asesinado por Hilmichis y su esposa Rosemunda, en el palacio de Verona. Los Lombardos, sin embargo, no toleraron ser gobernados por Hilmichis, por lo que Rosamunda llamó al prefecto Longinos para que conquistara Rávena, y Hilmichis y Rosamunda escaparon de Rávena con Albsuinda, hija de Alboino, llevándose todo el tesoro. Longinos, a continuación, trató de convencer a Rosamunda para que matara a Hilmichis, para casarse con él. Rosamunda le hizo caso y envenenó a Hilmichis, pero este se dio cuenta y pidió a Rosamunda que bebiera con él, muriendo ambos. Por tanto, Longinos se quedó con todos el tesoro de los Lombardos, y con Albsuinda, la hija del rey, a quien llevó al Emperador en Constantinopla.
Después de Alboino, Clefi reinó durante dos años. Luego hubo un paréntesis de doce años, durante los cuales los Lombardos fueron gobernados por duques. Después, Autario, hijo de Claffo fue rey durante siete años. Se casó con Theudelenda, hija de Garipald, y también con Walderade de Baviera. Con Theudelenda vino Gundoald su hermano, y Autario le hizo duque de Asti. 
Agiulf, duque de los Turingios vino de los Thaurini, y se casó con la reina Theudelenda, convirtiéndose en rey de los Lombardos. Mató a sus enemigos, Zangrolf de Verona, Mimulf de la Isla de San Julián, Gaidulf de Bérgamo, y otros. Con Theudelenda, tuvo una hija llamada Gunperga, y gobernó durante seis años.
Después de él gobernó Arioaldo, durante doce años, y después de él Rotario de la familia Arodus, y él rompió la ciudad y de la fortaleza de los Romanos, y luchó en el río Scutella, matando a 8.000 Romanos. Rotario gobernó durante 17 años, y después de él Ariberto durante nueve años, y después de él Grimoaldo, durante nueve años. Después de Grimoaldo, Pertarito fue rey.

### Cronología
No hay fechas en Origo Gentis Langobardorum, pero la cronología puede reconstruirse por sincronización con fechas conocidas:
1. ↑  487, Audochari fought the Rugii
2. ↑  565, Albuin became lord of Italy
3. ↑  572-574, Cleph
4. ↑  584-590, Autarinus
5. ↑  c. 624-636, Aroal
6. ↑  636-652, Rothari
7. ↑  653- 661, Aripert

## Ediciones
- Waitz, Georg, ed. (1878), «Origo Gentis Langobardorum», Scriptores rerum Langobardicarum et Italicarum saec. VI-IX, Monumenta Germaniae Historica . Scriptores rerum Langobardicarum et Italicarum (SS rer. Lang.) 1, Hannover: Impensis Bibliopolii Hahniani, pp. 1-6, archivado desde el original el 24 de noviembre de 2018, consultado el 27 de febrero de 2019.

### Los manuscritos
- Módena, Biblioteca Capitolare, O. I. 2. Descripción, Bibliotheca legum regni Francorum manuscripta.

Imagen Digital del códice en L'Archivio Storico Diocesano di Modena-Nonantola. (en la foto 7, rojo "E", después de que una página en blanco).
- Madrid, Biblioteca Nacional, 413. Descripción, Bibliotheca legum regni Francorum manuscripta

Imagen Digital del códice en la Biblioteca Digital Hispánica, Biblioteca Nacional de España.
Portales de fuentes primarias
- Origo Gentis Langobardorum, Quellen zur Langobardengeschichte / Sources of Lombard History, Institut für Mittelalterforschung Österreichische Akademie der Wissenschaften, archivado desde el original el 2 de abril de 2010, consultado el 10 de marzo de 2010.
- Camden, David (ed.), Origo Gentis Langobardorum (Waitz edition), Corpus Scriptorum Latinorum, consultado el 10 de marzo de 2010.
- Fravia (ed.), Origo Gentis Langobardorum (Waitz edition) through Internet Archive, consultado el 21 de diciembre de 2014.

### Traducción al inglés
- William Dudley Foulke, Apéndice II. (B) Langobard fuentes. Origo.con notas del traductor y de la revisión de entonces opiniones de los expertos.

en la Historia de la Langobards por Pablo el Diácono Traducido por William Dudley Foulke, LL.D. Explicativos y Notas Críticas, una Biografía del Autor y un relato de las Fuentes de la Historia.  Filadelfia: University of Pennsylvania Press. 1907. p 325-352.
Versión HTML del libro en elfinspell.com.
- Origo Gentium Langobardorum, Northvegr Foundation / New Northvegr Center, archivado desde el original el 18 de febrero de 2015, consultado el 20 de noviembre de 2010.

- Datos: Q2030819
- Multimedia: Origo Gentis Langobardorum / Q2030819